# Kanton Esch-sur-Alzette
Het kanton Esch-sur-Alzette (Luxemburgs: Kanton Esch-Uelzecht) is het Zuidelijkste en bevolkingsrijkste kanton van het Groothertogdom Luxemburg. In het noorden grenst het kanton aan de kantons Capellen en Luxemburg, in het oosten aan het kanton Remich, in het zuiden aan de Franse regio Grand Est en in het westen aan de Belgische provincie Luxemburg. In het westen van het kanton ligt het drielandenpunt België–Frankrijk–Luxemburg.

## Onderverdeling
Het kanton Esch-sur-Alzette bestaat uit veertien gemeenten. Hieronder een overzicht met het aantal inwoners en de dichtheid (inwoners per vierkante kilometer) op 1 januari 2025.
| Gemeente          | Inwoners | Dichtheid |
| ----------------- | -------- | --------- |
| Bettembourg       | 11.628   | 541,1     |
| Differdange       | 30.789   | 1.388,1   |
| Dudelange         | 22.203   | 1.038,5   |
| Esch-sur-Alzette  | 37.922   | 2.642,6   |
| Frisange          | 5.078    | 275,5     |
| Kayl              | 9.969    | 670,9     |
| Leudelange        | 2.788    | 205,5     |
| Mondercange       | 7.292    | 340,7     |
| Pétange           | 21.086   | 1.767,5   |
| Reckange-sur-Mess | 2.855    | 139,8     |
| Roeser            | 7.054    | 296,4     |
| Rumelange         | 5.753    | 842,3     |
| Sanem             | 19.085   | 781,5     |
| Schifflange       | 11.589   | 1.503,1   |
| Kanton            | 195.091  | 803,6     |

## Bevolkingsgroei
- Bron: Statec/CTIE, tot en met 2011 gebaseerd op volkstellingen; overige inwonertallen zijn per 1 januari

Capellen · Clervaux · Diekirch · Echternach · Esch-sur-Alzette · Grevenmacher · Luxemburg · Mersch · Redange · Remich · Vianden · Wiltz

 Europa · Luxemburg · Kantons · Gemeenten 